# 지방도 제838호선
지방도 제838호선은 전라남도 함평군 손불면 대전리 손불면소재지 교차로와 나산면 이문리 이문교 동단을 잇는 전라남도의 지방도이다.
1995년 12월 8일 함평군 손불면에서 신광, 해보, 월야면을 거쳐 나산면까지 이어지는 노선으로 신설되었다.

## 연혁
- 1995년 12월 8일 : 기점을 '함평군 손불면 대전리', 종점을 '함평군 나산면 이문리'로 하여 29.6km 구간을 지방도 제838호선 '손불 ~ 나산선'을 새로 지정[1]
- 1997년 8월 20일 : 1999년 4월까지 월야 ~ 나산간 도로(함평군 월야면 월야리 ~ 나산면 이문리) 확포장공사를 위해 5.944km 구간 도로구역 변경[2]
- 1999년 3월 20일 : 1999년 12월까지 손불우회도로(함평군 손불면 대전리) 공사를 위해 660m 구간 도로구역 변경[3]
- 2003년 3월 27일 : 기존 지방도 노선을 폐지하고 새로 지정. 이 때 총 연장이 28.09km가 됨.[4]
- 2005년 7월 5일 : 2007년 12월까지 광암지구(함평군 해보면 금계리) 개량공사를 위해 658m 구간 도로구역 변경[5]
- 2009년 3월 27일 : 2011년 3월까지 함평 계천지구(함평군 신광면 계천리) 개량공사를 위해 600m 구간 도로구역 변경[6]
- 2011년 4월 27일 : 2012년 2월까지 함평 해보지구(함평군 해보면 해보리) 개량공사를 위해 300m 구간 도로구역 변경[7]

## 주요 경유지
- 함평군
  - 손불면 손불면소재지 교차로 - 대전리 - 건림재 - 동암리
  - 신광면 계천리 - 사천교 - 계천삼거리 - 백운삼거리 - 사천교 - 신광보건지소 - 신광면사무소 - 신광초등학교 - 삼덕리 - 원산삼거리 - 원산리 - 멱우재
  - 해보면 멱우재 - 용천사입구 교차로 - 해보면광암리 교차로 - 산내리 - 금산삼거리 - 금계리 - 해보리 - 국군함평병원 - 신촌 교차로 - 국립종자원 전남지원 - 금덕리 - 해보파출소 - 해보면사무소 - 문장꽃무릇시장 - 나비골농협 - 문장사거리 - 문장시외버스터미널 - 해보우체국 - 문장장례식장 - (문장1육교) - 구밀교
  - 월야면 구밀교 - 월야보건지소 - 월야달맞이문화센터 - 월야사거리 - 월야 교차로 - 영월리 - 방축교 - 양정리 - 달맞이공원 - 용월리
  - 나산면 용두리 - 함평생활유물전시관(구 이문초등학교) - 이문리 - 이문교 - (이문교 동단)

## 중첩 구간
- 함평군 신광면 삼덕리 ~ 원산삼거리 : 국도 제23호선과 중첩

## 도로명
- 함평군 손불면 손불면소재지 교차로 ~ 신광면 계천삼거리 : 동암로
- 함평군 신광면 계천삼거리 ~ 백운삼거리 : 군유로
- 함평군 신광면 백운삼거리 ~ 삼덕리 : 신광중앙길
- 함평군 신광면 삼덕리 ~ 원산삼거리 : 함영로
- 함평군 신광면 원산삼거리 ~ 해보면 신촌 교차로 : 신해로
- 함평군 해보면 신촌 교차로 ~ 월야면 월야사거리 : 밀재로
- 함평군 월야면 월야사거리 ~ 나산면 (이문교 동단) : 문화로